# Anatolij Mohylow
Anatolij Wołodymyrowycz Mohylow (ukr. Анатолій Володимирович Могильов; ros. Анатолий Владимирович Могилёв, Anatolij Władimirowicz Mogilow; ur. 6 kwietnia 1955 w Pietropawłowsku Kamczackim, Rosyjska FSRR, ZSRR) – polityk Republiki Autonomicznej Krymu narodowości rosyjskiej.
Pełnił stanowisko premiera Republiki Autonomicznej Krymu od dnia 8 listopada 2011 do 27 lutego 2014 roku. Minister spraw wewnętrznych Ukrainy od 11 marca 2010 do 7 listopada 2011 roku w rządzie Mykoły Azarowa. Członek Partii Regionów.